# 松定プレシジョン
松定プレシジョン株式会社（まつさだプレシジョン、英: Matsusada Precision Inc.）は、滋賀県草津市に本社を置く、電源装置などの製造・販売を行う企業である。

## 概要
直流・交流・高圧電源装置、X線検査装置、クリーン関連機器、光センサなどを取り扱う。高圧電源の分野では日本シェア1位、世界シェア2位の実績を持つ。

## 沿革
- 1978年 - 松定プレシジョン・ディバイセズ株式会社設立
- 1981年 - 東京営業所開設
- 1992年 - サンフランシスコ営業所開設
- 1994年 - 松定プレシジョン株式会社に改称
- 1997年 - ニューヨーク営業所開設
- 1999年 - ISO9001取得
- 2001年 - マイクロフォーカスX線顕微鏡の開発開始
- 2005年 - レーザー応用製品の事業開始
- 2007年 - 滋賀県知事より地域貢献で表彰される
- 2009年 - 新研究所完成

## 事業所
- 本社・研究所 - 滋賀県草津市
- プロダクションセンター - 滋賀県大津市
- 仙台営業所 - 宮城県仙台市
- 東京営業所 - 東京都港区
- 名古屋営業所 - 愛知県名古屋市
- 大阪営業所 - 大阪府大阪市